# Хронічний панкреатит
Хронічний панкреатит — хронічне запалення підшлункової залози (хронічна форма панкреатиту), що характеризується хронічним болем у мезогастральній ділянці, мальабсорбцією (стеаторея, тобто «жирні» випорожнення), вогнищевими, сегментарними або дифузними дегенеративними та деструктивними змінами паренхіми залози з розвитком фіброзу, порушеннями прохідності панкреатичних проток, поступовим заміщенням паренхіми органу сполучною тканиною з розвитком її екзо — і ендокринної недостатності.

## Етіологія
Достеменно невідома. Як можливі причини розвитку хронічного панкреатиту розглядаються: токсична дія алкоголю, жовчнокам'яна хвороба, генетичні порушення.

## Симптоми
Ознаки хронічного панкреатиту: біль під грудьми чи зліва під ребрами, втрата апетиту, відраза до жирної їжі, підвищене слиновиділення, відрижка, нудота, блювання, здуття живота, схуднення, відчуття спраги. При ураженні більше 80 % острівців Лангерганса розвивається цукровий діабет.

## Патогенез
Хвороба розвивається поступово з прогресуванням симптомів, що залежить від розвитку фіброзних змін в підшлунковій залозі.

## Лікування
Переважно проводиться консервативне лікування в стаціонарі. В деяких випадках показано оперативне лікування. При оперативному лікування виконують резекцію підшлункової залози або її дренування за допомогою виконання панкреатоєюноанастомозів. Можливе проведення трансплантації підшлункової залози.